# Спаське (Слободський район)
Спа́ське (рос. Спасское) — присілок у складі Слободського району Кіровської області, Росія. Входить до складу Закарінського сільського поселення.
Населення становить 23 особи (2010, 26 у 2002).
Національний склад станом на 2002 рік — росіяни 96 %.